# Mari Yamazaki
Mari Yamazaki (ヤマザキ マリ, Yamazaki Mari, Tokio, 20 april 1967) is een Japans mangaka. Ze is vooral bekend vanwege haar seinen komedie Thermae Romae. Ze werd geboren in Tokio, maar woont in Chicago. In 2010 ontving ze de derde Manga Taisho prijs en de Kortverhaalprijs van de Tezuka Osamu Cultuurprijs. Thermae Romae werd verwerkt tot een anime en een live-action film. De eerste Thermae Romae film kwam uit in april 2012. In 2014 kwam het vervolg getiteld Thermae Romae II uit.

## Oeuvre
- Yūmeijin (有名人, 2001)
- Kokoro ni Sasayaite (心にささやいて, 2003)
- 2050-nen no Watashi Kara (2050年の私から, 2005)
- Mōretsu! Italia Kazoku (モーレツ!イタリア家族, 2006)
- Sore de wa Sassoku Buon Appetito! (それではさっそくBuonappetito!, 2007)
- Rumi to Maya to Sono Shūhen (ルミとマヤとその周辺, 2008)
- Thermae Romae (テルマエ・ロマエ, 2007)
- Italia Kazoku Fūrinkazan (イタリア家族風林火山, 2008)
- Ryōko-san no Iu Koto ni wa Shinonomechō Rumi Maya Nikki (涼子さんの言うことには 東雲町ルミマヤ日記, 2009)
- Sekai no Hate de mo Mangakaki (世界の果てでも漫画描き, 2009)
- Chikyū Ren'ai (地球恋愛, 2010)
- PIL (2010)
- Arabia Neko no Gorumu (アラビア猫のゴルム, 2010)
- Bōen Nippon Kenbun Roku (望遠ニッポン見聞録, 2010)
- Sweet Home Chicago (2011)
- Jakomo Fosukari (ジャコモ・フォスカリ, 2011)
- Tatte Iru Mono wa Haha (Ryōko) de mo Tsukae (立っている者は母（リョウコ）でも使え, 2012)
- Jobs (2013)
- Plinius (プリニウス, 2013) (in samenwerking met Miki Tori)[6]